# Walter Carvalho
Pour les articles homonymes, voir Carvalho.
Walter Carvalho est un réalisateur et directeur de la photographie brésilien né en 1947 à João Pessoa (Brésil).

## Filmographie
- 1973 : Boi de Prata
- 1977 : Viola Chinesa
- 1977 : Antônio Conselheiro E a Guerra dos Pelados
- 1981 : O Homem de Areia
- 1982 : A Missa do Galo
- 1982 : Sete Dias de Agonia
- 1983 : Cinema Paraibano - Vinte Anos
- 1983 : A Difícil Viagem
- 1983 : Sargento Getúlio
- 1984 : A Máfia no Brasil (feuilleton TV)
- 1985 : Pedro Mico
- 1985 : A Igreja da Libertação
- 1986 : Com Licença, Eu Vou à Luta
- 1987 : Trapalhões no Auto da Compadecida, Os
- 1987 : Terra para Rose
- 1987 : Río de Memorias
- 1987 : Alta Rotação (TV)
- 1987 : Si tu vas à Rio... tu meurs
- 1988 : O Inspetor
- 1989 : Que Bom Te Ver Viva
- 1990 : Blues
- 1990 : Assim Na Tela Como No Céu
- 1990 : O Mistério de Robin Hood
- 1990 : Uma Escola Atrapalhada
- 1990 : Césio 137 - O Pesadelo de Goiânia
- 1990 : Círculo de Fogo
- 1991 : Conterrâneos Velhos de Guerra
- 1991 : A República dos Anjos
- 1992 : A Babel da Luz
- 1993 : Agosto (feuilleton TV)
- 1995 : Socorro Nobre
- 1995 : Butterfly (feuilleton TV)
- 1995 : Cinema de Lágrimas
- 1996 : Terre lointaine (Terra Estrangeira)
- 1997 : O Amor Está no Ar
- 1997 : Pequeno Dicionário Amoroso
- 1998 : Central do Brasil
- 1998 : Le Premier jour (O Primeiro Dia)
- 1998 : Somos Todos Filhos da Terra
- 1999 : Texas Hotel
- 1999 : Noticias de uma Guerra Particular
- 2000 : Passadouro
- 2000 : Villa-Lobos - Uma Vida de Paixão
- 2001 : À la gauche du père (Lavoura Arcaica)
- 2001 : Um Crime Nobre
- 2001 : Amores Possíveis
- 2001 : Avril brisé (Abril Despedaçado)
- 2001 : Janela da Alma
- 2002 : Madame Satã
- 2002 : Couleur de mangue (Amarelo Manga)
- 2003 : Carandiru
- 2003 : Filme de Amor
- 2003 : Glauber o Filme, Labirinto do Brasil
- 2004 : Entreatos
- 2004 : Cazuza - O Tempo Não Pára
- 2004 : O Veneno da Madrugada
- 2005 : Crime Delicado
- 2005 : A Máquina
- 2006 : Cleópatra
- 2006 : BerlinBall
- 2006 : Le Ciel de Suely (O Céu de Suely)
- 2007 : Baixio das Bestas